# 31. prosinec
31. prosinec je 365. a poslední den roku podle gregoriánského kalendáře (366. v přestupném roce).

## Události

### Česko
- 1898 – Obec Nusle povýšena na město
- 1927 – Rozhlasové vysílání silvestrovského programu z pěti pražských kabaretů.
- 1955 – Československá televize začala vysílat z nového studia v Ostravě
  - Slavnostně otevřen Horácký zimní stadion Jihlava
- 1970 – ÚV KSČ schválil na svém zasedání dokument Poučení z krizového vývoje ve straně a společnosti po XIII. sjezdu KSČ - oficiální hodnocení obrodného procesu roku 1968.
- 1978 – Této silvestrovské noci během pouhých šesti hodin klesla teplota v Československu o dvacet stupňů, během šestnácti pak dokonce o třicet

- 2004 – Skončila povinná vojenská služba v České republice.
- 2021 – Skončilo vysílání Českého rozhlasu na středních a dlouhých vlnách.

### Svět
- 0406 – Vandalové, Alani a Svébové překročili Rýn a zahájili invazi do římské provincie Galie.
- 0535 – Byzantský generál Belisar dokončil dobytí Sicílie, porazil Ostrogótskou posádku Syrakus a stal se konzulem ostrova.
- 0870 – Vojska Wessexu vedená Æthelwulfem z Berkshire porazila dánské vikingy v bitvě u Englefieldu.
- 1229 – Král Jakub I. Aragonský dobyl Mayurqa (Palma de Mallorca) a dovršil tak křesťanské ovládnutí ostrova Mallorca.
- 1600 – V Londýně byla založena British East India Company.
- 1862 – U mysu Hatteras se potopila americká obrněná válečná paroloď USS Monitor, první loď tohoto typu, postavená podle plánů švédského vynálezce Johna Ericssona.
- 1879 – Thomas Alva Edison představil svou žárovku.
- 1910 – Sčítání lidu Rakouska-Uherska na konci roku ukázalo, že v něm žije 6 435 983 Čechů.
- 1930 – Papež Pius XI. vydal encykliku Casti connubii o eugenice a svátosti manželství.
- 1965 – Bokassův státní převrat ve Střední Africe.
- 1968 – Poprvé vzlétl Tupolev Tu-144.
- 1970 – Rozpadla se britská skupina The Beatles
- 1991 – Ve 24:00 hod. oficiálně zanikl Sovětský svaz; už v srpnu téhož roku se osamostatnily pobaltské republiky
- 1999 – Boris Jelcin, první ruský demokraticky zvolený prezident, rezignoval a jmenoval Vladimíra Putina úřadujícím prezidentem.

## Narození

### Česko

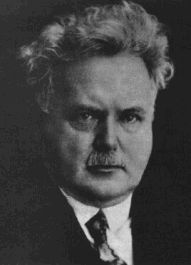
Viktor Dyk (* 1877)

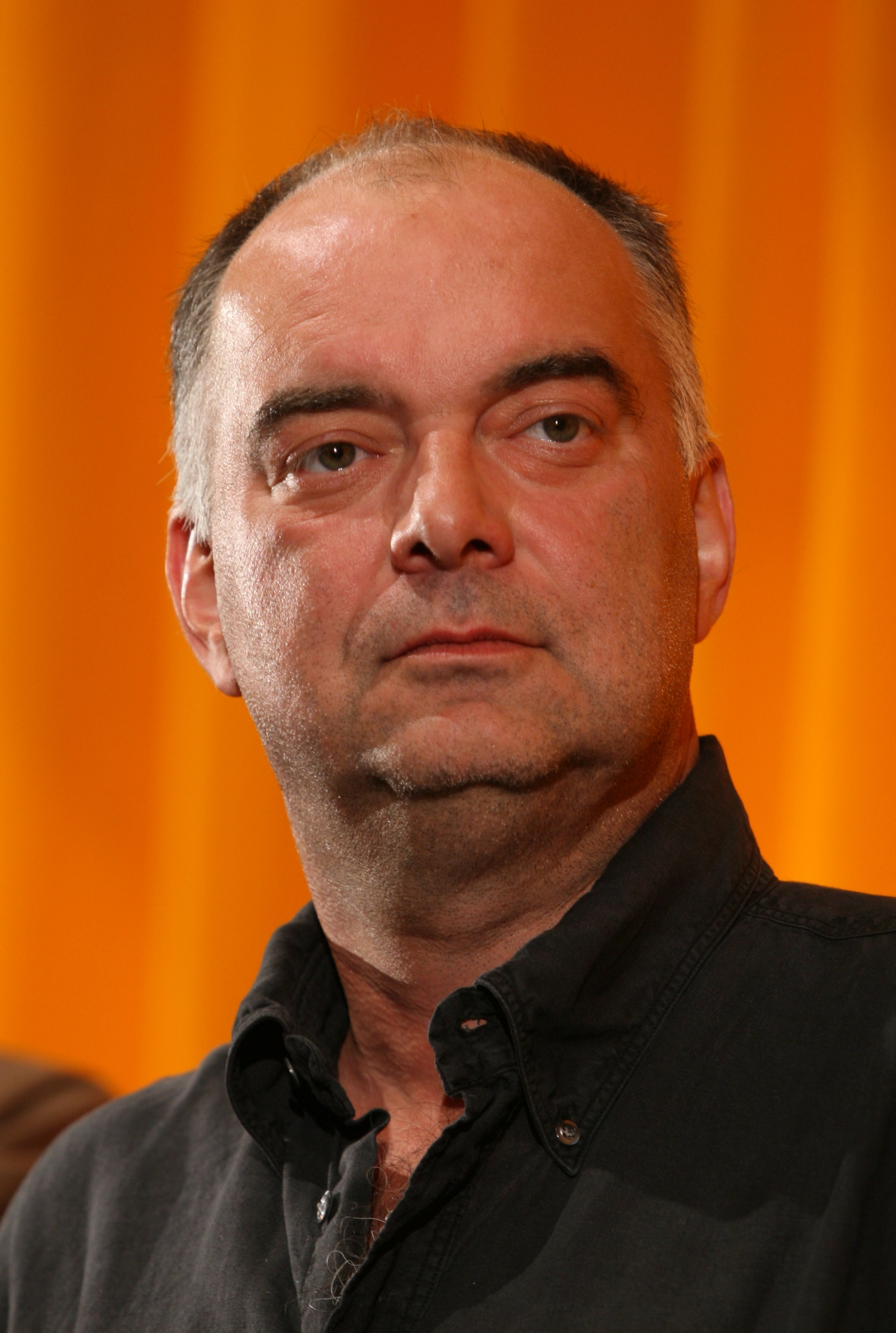
Ondřej Trojan (* 1959)

- 1724 – Jan Lohelius Oehlschlägel, varhaník a hudební skladatel († 22. února 1768)
- 1789 – Georg Böhm, západočeský lidový sochař († 11. února 1853)
- 1804 – Josef Förster, kantor, varhaník a hudební skladatel († 28. srpna 1892)
- 1813 – Josef Huleš, pražský purkmistr († 11. února 1887)
- 1825 – Sylvestr Krnka, puškař a vynálezce († 4. ledna 1903)
- 1877 – Viktor Dyk, básník a politik († 14. května 1931)
- 1886 – Jaroslav Řehulka, československý právník, spisovatel a katolický politik († 20. ledna 1961)
- 1887 – Silvestr Bláha, československý legionář, generál († 6. listopadu 1946)
- 1891
  - Jindřich Hybler, sbormistr a hudební skladatel († 2. února 1966)
  - Antonín Pešl, zakladatel čs. legií v Itálii, aktivní účastník domácího protiněmeckého odboje († 22. prosince 1942)
- 1894 – Dalibor Pták, herec, zpěvák, skladatel a klavírista († 21. února 1960)
- 1896 – Alois Laub, legionář, důstojník Československé armády a odbojář († 19. února 1945)
- 1898 – Pavel Strádal, popularizátor vědy, spisovatel a amatérský fotograf († 11. dubna 1971)
- 1902 – Jan Čep, spisovatel († 25. ledna 1974)
- 1905 – Josef Hráský, archivář († 20. října 1981)
- 1907
  - Karel Havlíček, výtvarník († 25. prosince 1988)
  - Jaroslav Pýcha, keramik († 21. ledna 1977)
- 1908 – Jarmila Kalousková, sinoložka a lingvistka († 27. dubna 1989)
- 1911 – Ferdinand Faczinek, československý fotbalový reprezentant († 1991)
- 1913 – Jan Filípek, exilový spisovatel († 23. září 2004)
- 1923 – Vladislav Jáchymovský, historik, kronikář Karlových Varů († 18. září 2007)
- 1928
  - Jaroslav Mezník, historik († 28. listopadu 2008)
  - Josef Václav Scheybal, malíř, grafik, ilustrátor, historik umění a etnograf († 28. září 2001)
- 1931 – Ivan Poledňák, hudební vědec a publicista († 5. října 2009)
- 1936 – Eva Randová, operní pěvkyně, mezzosopraniska
- 1939 – Lidmila Vášová, bibliopedagožka a bibliopsycholožka
- 1942
  - Vladimír Bejval, dětský herec († 19. září 2011)
  - Václav Maňas mladší – skladatel, pedagog a hudební
- 1947 – Pavel Jajtner, politik a diplomat
- 1948 – Pavel Soukup, herec
- 1950
  - Rudolf Krečmer, dirigent
  - Jana Šilerová, biskupka Církve československé husitské
- 1951 – Jan Kasl, politik a architekt
- 1954
  - Sylvie Bodorová, hudební skladatelka
  - Jiří Fürst, sochař († 17. září 2021)
- 1955
  - Alena Hanzlová, architektka, fotografka a kurátorka
  - Oldřich Selucký, spisovatel, scenárista, malíř a ilustrátor
- 1956 – Zdeněk Škromach, místopředseda vlády ČR
- 1959
  - Josef Baxa, předseda Nejvyššího správního soudu
  - Ondřej Trojan, herec, režisér a producent
- 1966 – Václav Krahulík, klavírista, skladatel
- 1967 – Jiří Kulhánek, spisovatel
- 1974 – Jiří Berka, kameraman
- 1979 – Jan Marek, hokejový útočník, mistr světa z roku 2010 († 7. září 2011)
- 1980 – Jiří Vašíček, hokejový obránce
- 1983 – Jana Veselá, basketbalistka

### Svět

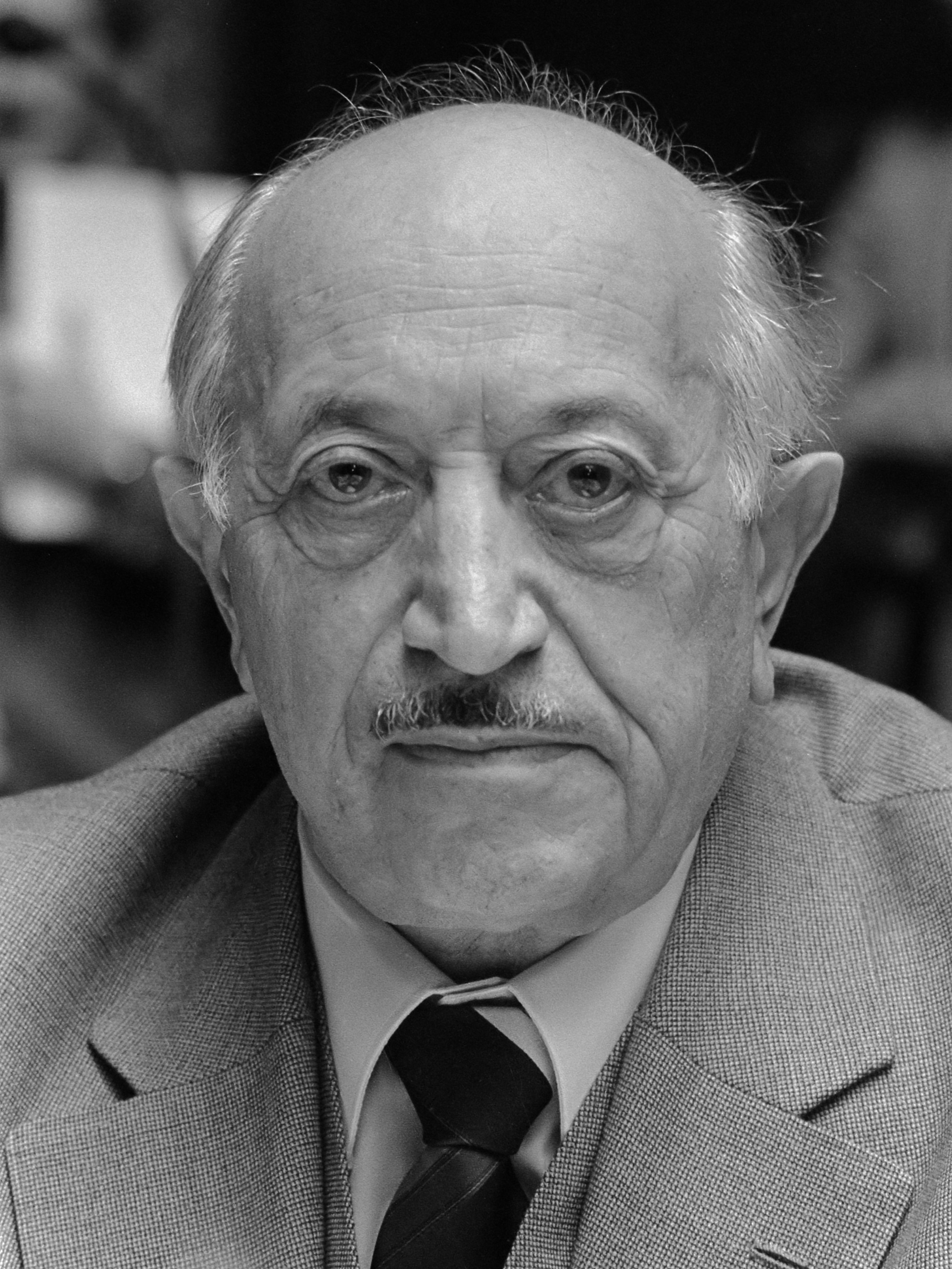
Simon Wiesenthal (* 1908)

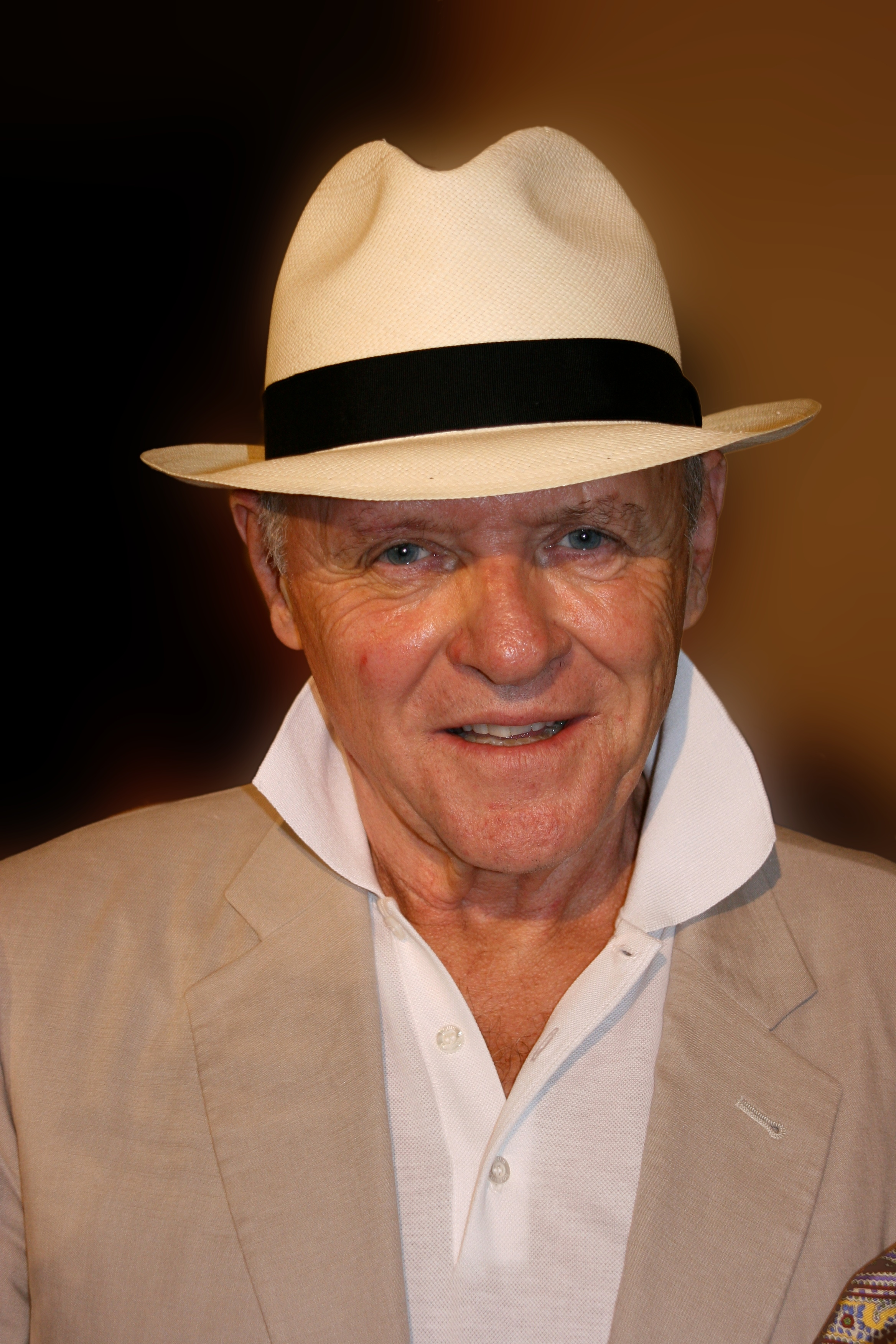
Anthony Hopkins (* 1937)

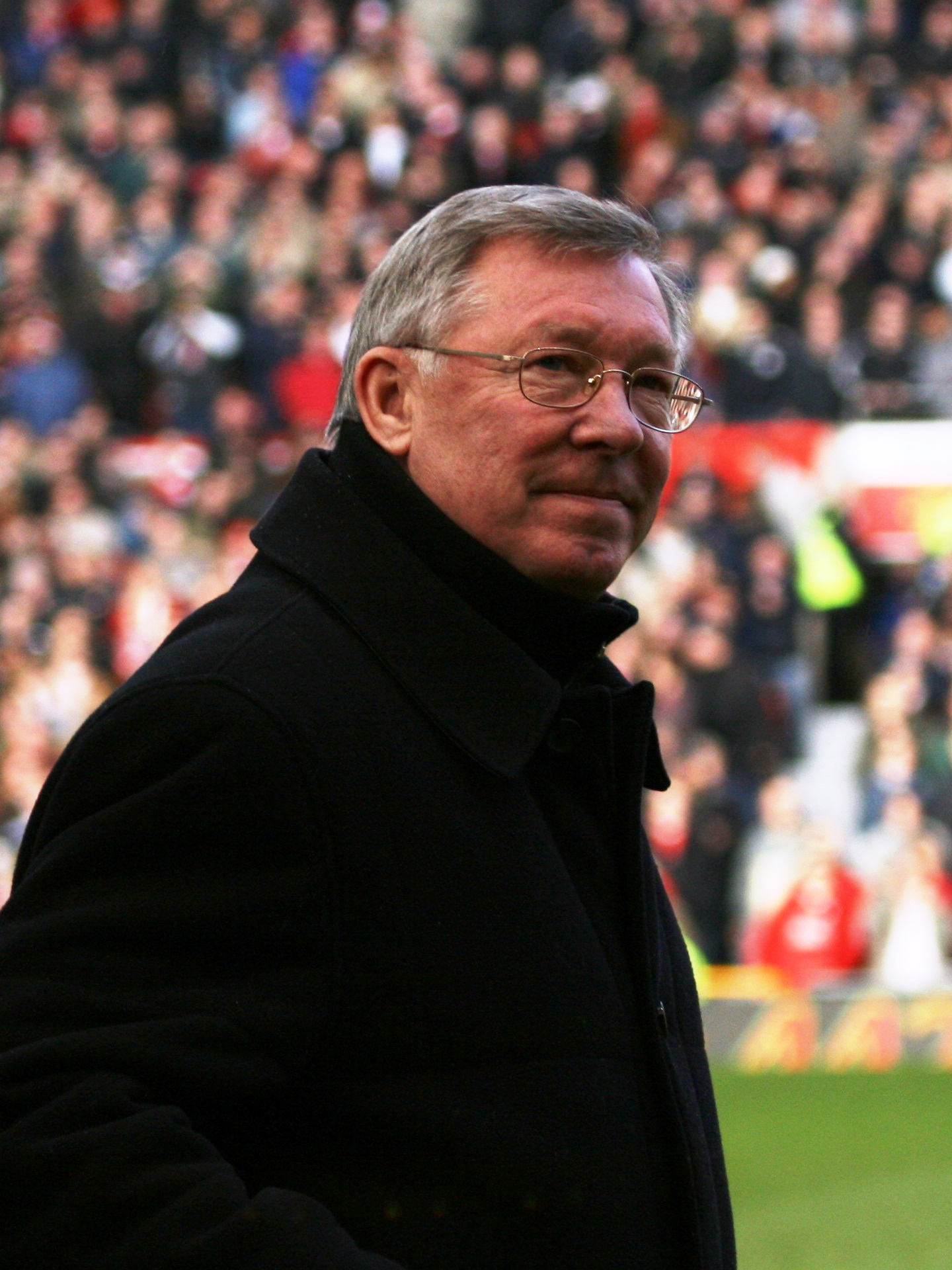
Alex Ferguson (* 1941)

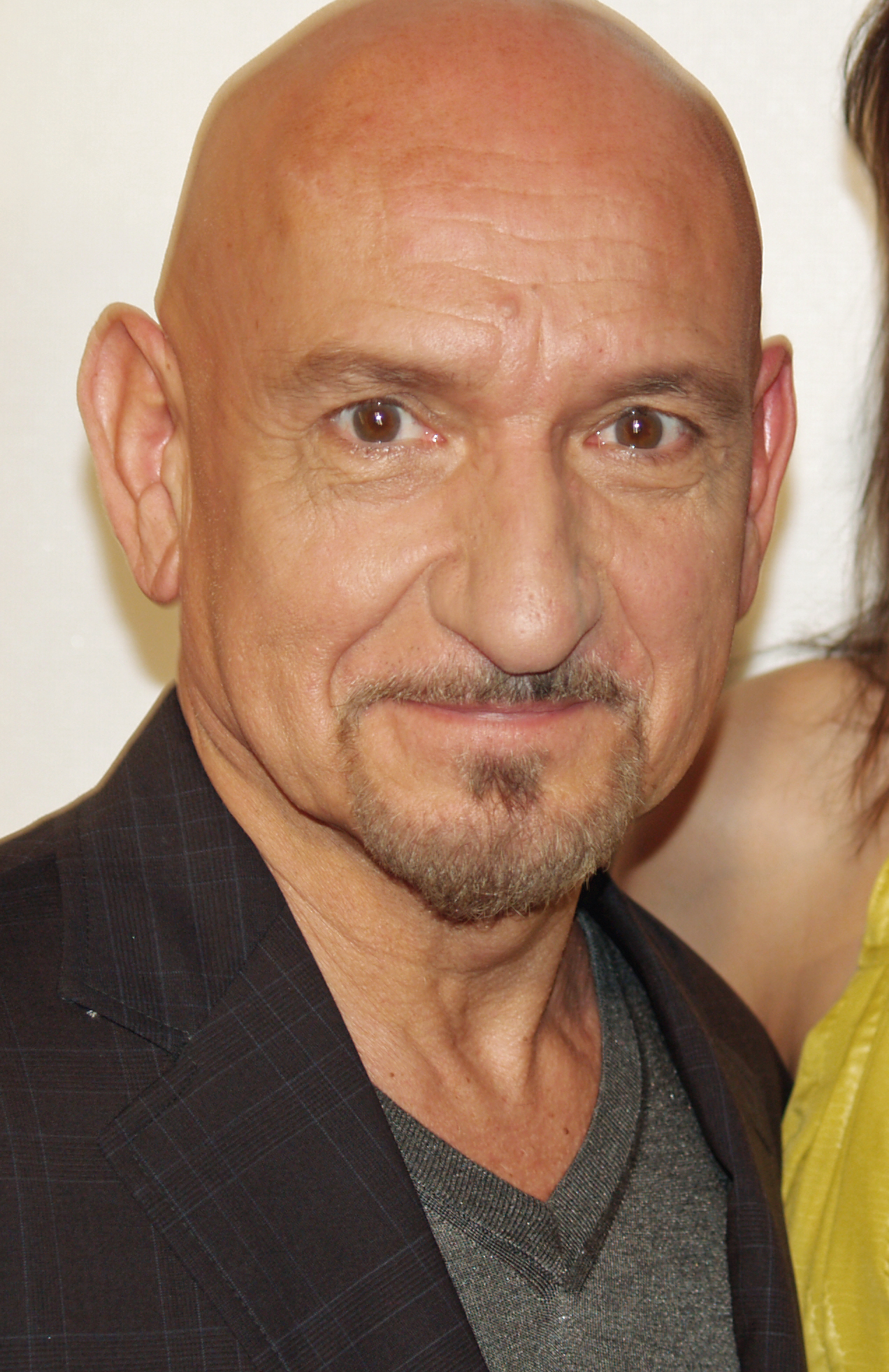
Ben Kingsley (* 1943)

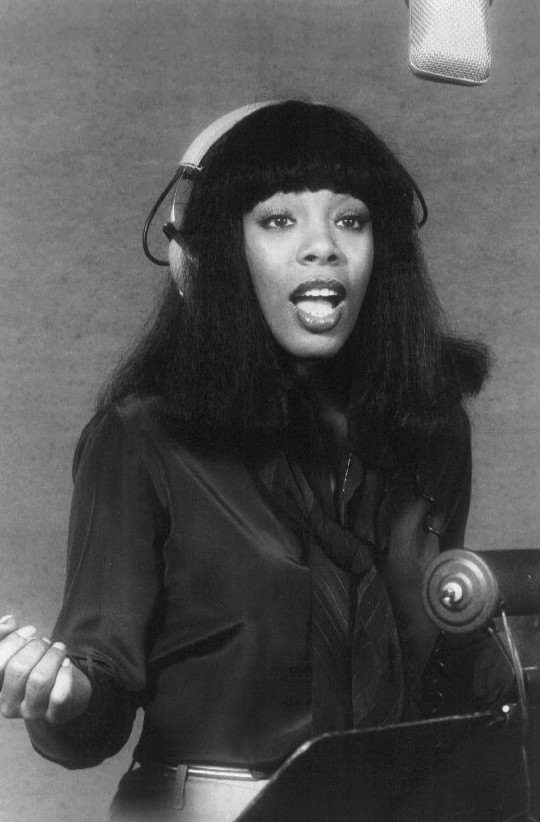
Donna Summer (* 1948)

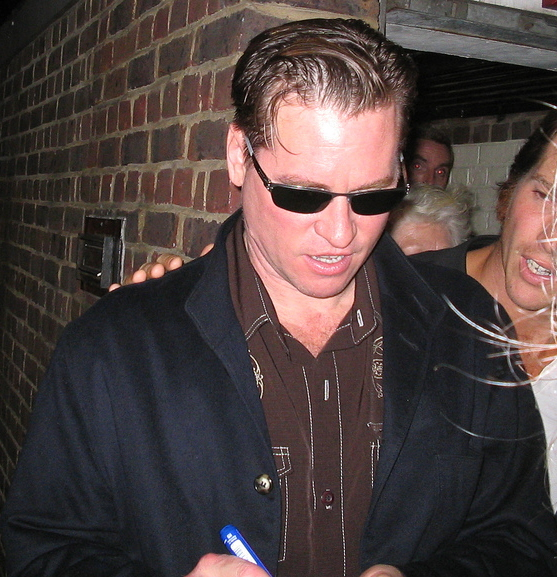
Val Kilmer (* 1959)

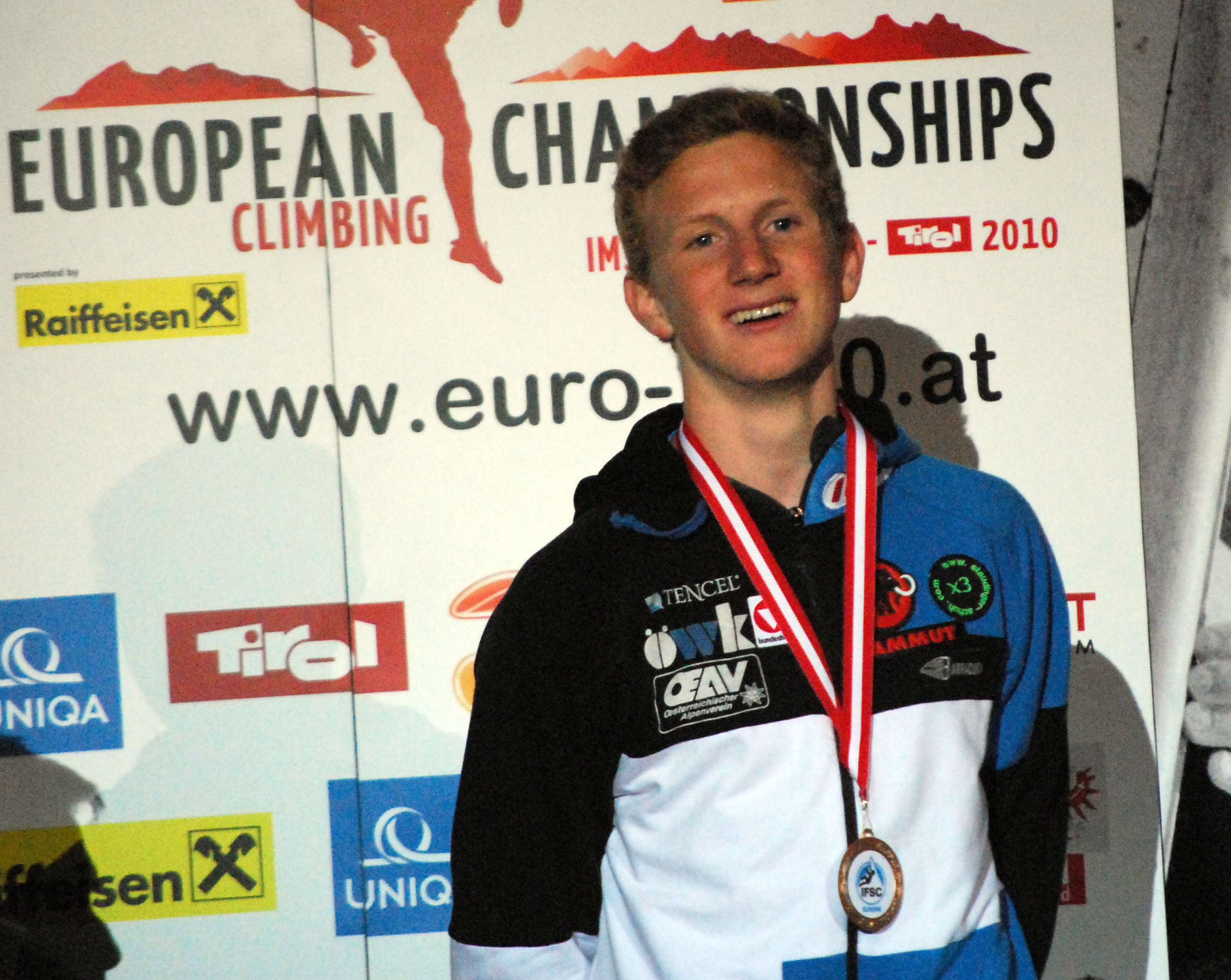
Jakob Schubert (* 1990)

- 1493 – Eleonora Gonzaga, vévodkyně urbinská († 13. února 1550)
- 1514 – Andreas Vesalius, vlámský lékař a anatom († 15. října 1564)
- 1550 – Jindřich I. de Guise, vůdce Katolické ligy († 23. prosince 1588)
- 1668 – Herman Boerhaave, nizozemský lékař, botanik a chemik († 23. září 1738)
- 1673 – Ahmed III., sultán Osmanské říše († 1. ledna 1736)
- 1720 – Karel Eduard Stuart, jakobitský uchazeč o trůn Anglie, Skotska a Irska († 1788)
- 1738 – Charles Cornwallis, první markýz Cornwallis, britský generál a správce kolonií († 5. října 1805)
- 1741 – Isabela Parmská, první manželka Josefa II. († 27. listopadu 1763)
- 1747 – Gottfried August Bürger, německý básník († 8. června 1794)
- 1805 – Marie d'Agoult, francouzská spisovatelka († 5. března 1876)
- 1820 – Helene Demuth, služka Karla Marxe a Friedricha Engelse († 4. listopadu 1890)
- 1827 – William Carrick, skotský umělec a fotograf († 11. listopadu 1878)
- 1838 – Aimé-Jules Dalou, francouzský sochař († 15. dubna 1902)
- 1842 – Giovanni Boldini, italský malíř († 11. července 1931)
- 1844 – Charles A. Coffin, první prezident společnosti General Electric († 14. července 1926)
- 1848 – Amos Burn, anglický šachový mistr († 25. listopadu 1925)
- 1855 – Giovanni Pascoli, italský básník († 6. dubna 1912)
- 1857 – Wojciech Kossak, polský malíř († 29. července 1942)
- 1869 – Henri Matisse, francouzský malíř a sochař († 3. listopadu 1954)
- 1878
  - Jelisaveta Načić, srbská architektka († 6. června 1955)
  - Horacio Quiroga, uruguayský spisovatel († 19. února 1937)
- 1879 – Józef Unszlicht, ruský revolucionář polského původu († 28. července 1938)
- 1880 – George Catlett Marshall, americký generál a politik († 16. října 1959)
- 1881
  - Jacob Israël de Haan, nizozemský spisovatel († 30. června 1924)
  - Max Pechstein, německý malíř a grafik († 19. června 1955)
- 1896
  - Carl Ludwig Siegel, německý matematik († 4. dubna 1981)
  - Jisra'el Rokach, izraelský politik, ministr, starosta Tel Avivu († 13. září 1959)
- 1898
  - István Dobi, předseda vlády a prezident Maďarska († 24. listopadu 1968)
  - Elijahu Dobkin, vůdčí osoba hnutí dělnického sionismu († 26. října 1976)
  - Nikolaj Dmitrijevič Jakovlev, sovětský vojevůdce, maršál dělostřelectva († 9. května 1972)
  - Zalman Šragaj, izraelský politik a starosta Jeruzaléma († 2. září 1995)
- 1904 – Charlie Gardiner, hokejový brankář skotského původu († 13. června 1934)
- 1905 – Guy Mollet, francouzský socialistický politik, premiér († 3. října 1975)
- 1908 – Simon Wiesenthal, „lovec nacistů“ († 20. září 2005)
- 1911 – Dal Stivens, australský novinář, spisovatel, humorista a lidový vypravěč († 15. června 1997)
- 1919 – Artur Fischer, německý vynálezce a průmyslník  († 27. ledna 2016)
- 1922 – Darina Bancíková, slovenská evangelická farářka a spisovatelka († 30. července 1999)
- 1924
  - Wilbur Harden, americký jazzový trumpetista († 10. června 1969)
  - Taylor Mead, americký herec s básník († 8. května 2013)
- 1928 – Veijo Meri, finský spisovatel († 21. června 2015)
- 1930
  - Otomar Hájek, česko-americký matematik († 18. prosince 2016)
  - Ján Kulich, slovenský sochař († 15. března 2015)
- 1932 – Mildred Scheel, německá lékařka, druhá žena prezidenta SRN Waltera Scheela († 13. května 1985)
- 1934 – Douglas Blubaugh, americký zápasník, olympijský vítěz († 16. května 2011)
- 1935 – Salmán bin Abd al-Azíz, saúdskoarabský korunní princ
- 1937
  - sir Anthony Hopkins, britský a americký herec, režisér a hudební skladatel
  - Avram Hershko, izraelský biolog, nositel Nobelovy ceny za chemii
- 1938 – Atje Keulenová-Deelstraová, nizozemská rychlobruslařka a maratónská bruslařka († 22. února 2013)
- 1941
  - sir Alex Ferguson, skotský fotbalový trenér
  - Sarah Milesová, anglická herečka
- 1942 – Andy Summers, britský kytarista
- 1943
  - John Denver, americký country/folkový zpěvák a skladatel a folkrockový hudebník († 12. října 1997)
  - Ben Kingsley, britský herec
  - Pete Quaife, anglický hudebník a skladatel († 23. června 2010)
  - Dova, španělská zpěvačka populární hudby
- 1945 – Leonard Adleman, americký informatik a molekulární biolog
- 1946 – Concha Márquez Piquer, španělská zpěvačka stylu copla
- 1947
  - Burton Cummings, kanadský rockový klávesista, zpěvák
  - Gerhard Ludwig Müller, německý kardinál
- 1948
  - Viktor Afanasjev, ruský kosmonaut
  - Joe Dallesandro, americký herec
  - Donna Summer, americká zpěvačka († 17. května 2012)
- 1951 – Tom Hamilton, americký baskytarista
- 1952
  - Vaughan Jones, novozélandský matematik
  - Jean-Pierre Rives, francouzský ragbista
- 1953 – James Remar, americký herec
- 1954 – Pete Souza, americký fotoreportér
- 1955 – Doug Naylor, britský spisovatel, televizní producent a režisér
- 1956 – Martin Joseph Fettman, americký učitel, vědec a kosmonaut
- 1957
  - Fabrizio Meoni, italský off-road a motocyklový závodník († 2005)
  - Peter Williams, jamajský herec
- 1958 – Bebe Neuwirthová, americká herečka
- 1959
  - Daniel Zmeko, slovenský generál
  - Val Kilmer, americký herec († 1. dubna 2025)
- 1962 – Nelson Luís Kerchner, brazilský fotbalista
- 1965 – Nicholas Sparks, americký spisovatel
- 1969 – Peredur ap Gwynedd, velšský kytarista
- 1970
  - Chandra Westová, kanadská herečka
  - Glenn Kotche, americký bubeník
- 1977 – Park Jae-sang, korejský zpěvák/rapper
- 1980
  - Michael Yani, americký tenista
  - Richard McCaw, novozélandský ragbista
- 1982 – Craig Gordon, skotský fotbalový brankář
- 1987
  - Émilie Le Pennec, francouzská gymnastka
  - Nemanja Nikolić, maďarský fotbalista srbského původu
- 1990 – Jakob Schubert, rakouský sportovní lezec
- 1995 – Michael Piccolruaz, italský sportovní lezec
- 1998 – Hunter Schafer, americká herečka, modelka a aktivistka za práva LGBT+

## Úmrtí

### Česko

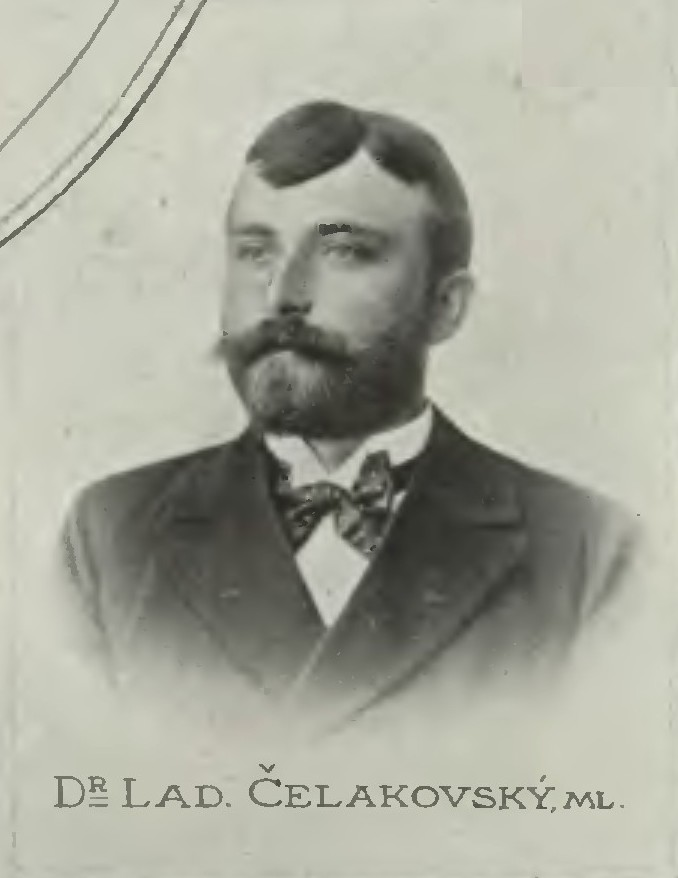
Ladislav František Čelakovský (* 1864)

- 1386 – Johana Bavorská, česká královna, manželka Václava IV. (* 1356)
- 1774 – Jan Kryštof Handke, moravský barokní malíř (* 18. února 1694)
- 1834 – Jan Nejedlý, básník, překladatel a vydavatel (* 23. dubna 1776)
- 1843 – Antonín Butz z Rollsbergu, olomoucký kanovník a prelát (* 11. července 1771)
- 1876 – Jan Karel Škoda, kněz a spisovatel (* 15. května 1810)
- 1893 – Elias Palme, sklářský průmyslník, zakladatel továrny na výrobu lustrů (* 10. března 1827)
- 1894 – Jakub Škarda, český právník a politik (* 11. března 1828)
- 1912
  - Adolf Rodler, kněz, publicista a politik (* 4. dubna 1843)
  - Vincenc Prasek, slezský pedagog, jazykovědec, spisovatel a novinář (* 9. dubna 1843)
- 1916 – Ladislav František Čelakovský, mykolog a botanik (* 3. prosince 1863)
- 1925 – František Sokol-Tůma, spisovatel, novinář a dramatik (* 2. května 1855)
- 1935 – Franz Schreiter, rakouský a český pedagog a politik (* 3. prosince 1861)
- 1958 – Josef Šolle, bankéř a politik (* 26. srpna 1875)
- 1972 – Josef Toman, český nevidomý klavírista, varhaník a hudební skladatel (* 15. dubna 1894)
- 1995 – Bedřich Lipina, primátor města Ostravy (* 26. února 1932)
- 2015 – Alexandr Beer, veterán Východní fronty 2. světové války (* 7. února 1917)

### Svět

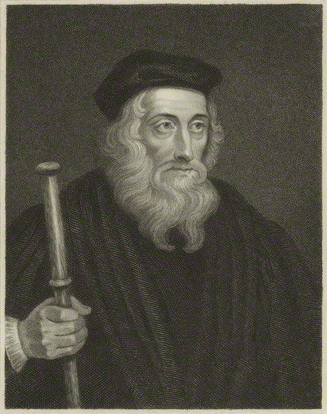
John Wycliffe († 1384)

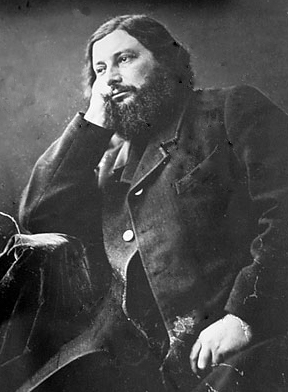
Gustave Courbet († 1877)

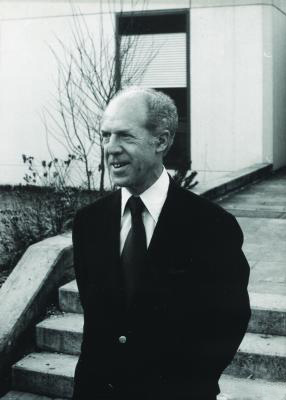
Gérard Debreu († 2004)

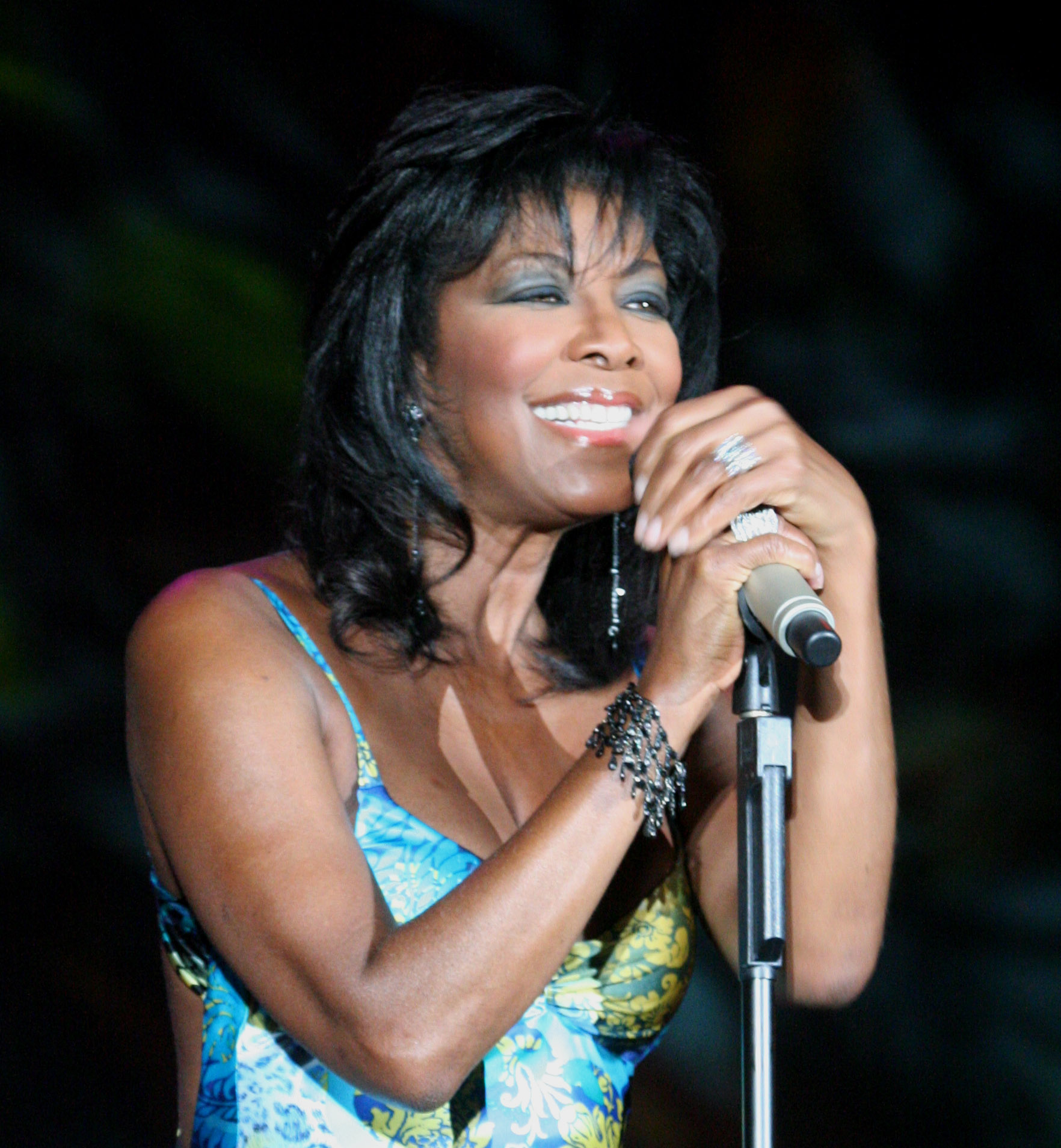
Natalie Cole († 2015)

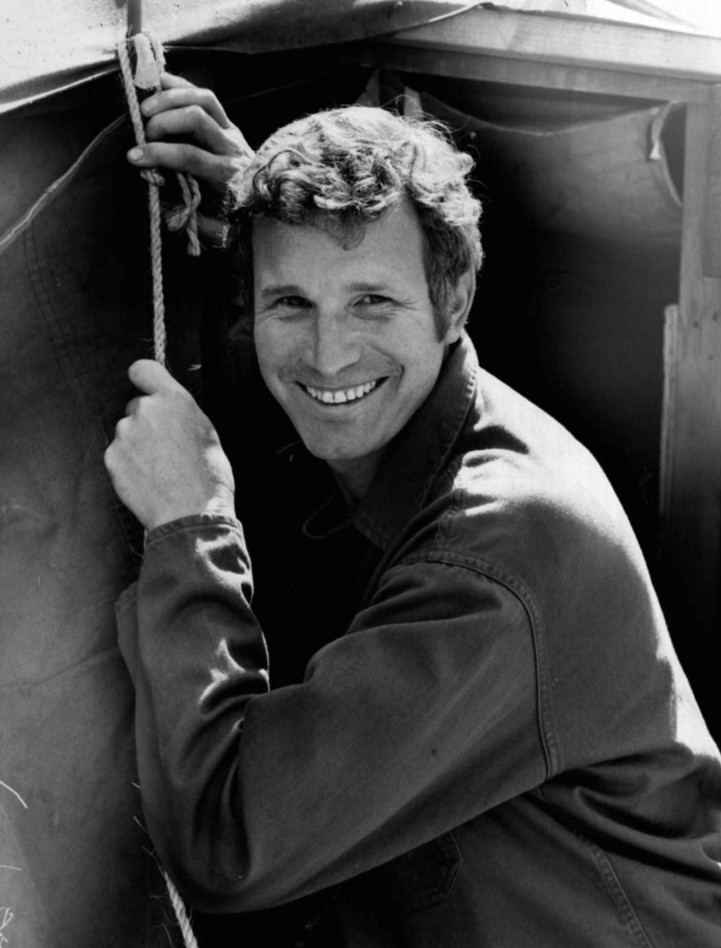
Wayne Rogers († 2015)

- 0192 – Commodus, římský císař (* 31. srpna 161)
- 0335 – Silvestr I., papež katolické církve (* 292?)
- 0596 – Marius z Avenches, galsko-římský historik, biskup v Aventicu, světec (* 532)
- 1164 – Otakar III. Štýrský, markrabě štýrský (* 1125)
- 1299 – Markéta z Anjou, hraběnka z Anjou a Maine a první manželka Karla z Valois (* 1273)
- 1384 – John Wycliffe, anglický teolog a reformátor (* asi 1320)
- 1408 – Alžběta Falcká, manželka Fridricha IV. Habsburského (* 27. října 1381)
- 1439 – Markéta Hollandová, anglická šlechtična a pravnučka krále Eduarda I. (* 1385)
- 1510 – Bianca Marie Sforza, manželka Maxmiliána I. Habsburského (* 5. dubna 1472)
- 1588 – Luis de Granada, španělský teolog a spisovatel (* 1505)
- 1610 – Ludolph van Ceulen, německý matematik (* 1540)
- 1650 – Dorgon, mandžuský princ (* 17. listopadu 1612)
- 1659 – Alain de Solminihac, francouzský římskokatolický kněz, biskup, blahoslavený (* 25. listopadu 1593)
- 1679 – Giovanni Alfonso Borelli, italský fyziolog a fyzik (* 1608)
- 1691 – Robert Boyle, irský přírodovědec a vynálezce (* 25. ledna 1627)
- 1716 – Marfa Matvejevna Apraksina, ruská carevna, manželka Fjodora III. Alexejeviče (* 1664)
- 1719 – John Flamsteed, anglický astronom (* 1646)
- 1839 – Hyacinthe-Louis de Quélen, pařížský arcibiskup (* 8. října 1778)
- 1864 – George M. Dallas, americký politik (* 10. července 1792)
- 1872 – Aleksis Kivi, finský spisovatel (* 10. října 1834)
- 1874 – Francis Kiernan, britský anatom a lékař (* 2. října 1800)
- 1876 – Catherine Labouré, francouzská řeholnice, mariánská vizionářka, katolická světice (* 2. května 1806)
- 1877
  - Gustave Courbet, francouzský malíř (* 1819)
  - Adolphe Braun, francouzský textilní designér a fotograf (* 13. května 1812)
- 1882 – Léon Gambetta, francouzský ministr a předseda vlády (* 3. dubna 1878)
- 1888 – Samson Raphael Hirsch, německý rabín (* 20. června 1808)
- 1889 – Ion Creangă, rumunský spisovatel (* 1. března 1837)
- 1894 – Marcus Abeles, rakouský lékař původem z Čech, docent na univerzitě ve Vídni (* 8. srpna 1837)
- 1899 – Karl Millöcker, rakouský operetní skladatel (* 1842)
- 1900 – Hannibal Goodwin, americký duchovní, vynálezce a fotograf (* 21. dubna 1822)
- 1810 – William Cunnington, anglický archeolog (* 1754)
- 1917 – Federico Zandomeneghi, italský malíř (* 2. června 1841)
- 1923 – Édouard Jean-Marie Stephan, francouzský astronom (* 1837)
- 1924
  - Giuseppina Nicoli, italská řeholnice, blahoslavená katolické církve (* 18. listopadu 1863)
  - Tomioka Tessai, japonský malíř a kaligraf (* 25. ledna 1837)
- 1932 – Stanislovas Narutavičius, litevský právník a politik (* 2. září 1862)
- 1936 – Miguel de Unamuno, španělský spisovatel a filosof (* 29. září 1864)
- 1939 – Bohumil Matějů, český duchovní a hudební skladatel (* 20. dubna 1868)
- 1943 – Roger Gilbert-Lecomte, francouzský básník (* 18. května 1907)
- 1944
  - Marcel Tyberg, rakouský hudební skladatel (* 27. ledna 1893)
  - Felice Schragenheim, německá básnířka a novinářka (* 9. března 1922)
- 1946 – Franz von Epp, německý generál (* 16. října 1868)
- 1950
  - Charles Koechlin, francouzský hudební skladatel (* 27. listopadu 1867)
  - Karl Renner, první kancléř Rakouské republiky (* 14. prosince 1870)
- 1951 – Maxim Maximovič Litvinov, sovětský lidový komisař pro zahraniční věci (* 17. července 1876)
- 1969 – Theodor Reik, rakouský psychoanalytik (* 12. května 1888)
- 1970 – Michael Balint, maďarský psychoanalytik (* 3. prosince 1896)
- 1980 – Marshall McLuhan, kanadský filozof, spisovatel, literární kritik a zakladatel mediální teorie (* 1911)
- 1990 – Vasilij Lazarev, sovětský lékař a kosmonaut (* 23. února 1928)
- 1991 – Pat Patrick, americký saxofonista (* 23. listopadu 1929)
- 1993 – Zviad Gamsachurdia, vědec, spisovatel, disident a první prezident Gruzie (* 31. března 1939)
- 1994 – Harri Webb, velšský básník (* 7. září 1920)
- 2004
  - Gérard Debreu, francouzský ekonom a matematik, Nobelova cena 1983 (* 4. července 1921)
  - Werner Possardt, německý herec, scenárista a režisér (* 12. dubna 1951)
- 2006 – Seymour Martin Lipset, americký sociolog (* 18. března 1922)
- 2007 – Michael Goldberg, americký malíř (* 24. prosince 1924)
- 2008 – Donald E. Westlake, americký spisovatel (* 12. července 1933)
- 2009 – Cahal Brendan Daly, primas Irska, kardinál (* 1. října 1917)
- 2013
  - Al Porcino, americký trumpetista (* 14. května 1925)
  - James Avery, americký herec (* 27. listopadu 1945)
- 2014 – Edward Herrmann, americký herec (* 21. července 1943)
- 2015
  - Natalie Cole, americká zpěvačka (* 6. února 1950)
  - Wayne Rogers, americký herec a podnikatel (* 7. dubna 1933)
- 2022 – Benedikt XVI., 265. katolický papež (* 16. dubna 1927)

## Svátky

### Česko
- Silvestr
- Melánie
- Horst

Katolický kalendář
- Jan František Régis
- Sv. Silvestr I.
- Sv. Gelasius Palestinský
- Mučedníci z Catanie

### Svět
- Silvestrovské oslavy
- Kongo[nepřesný odkaz]: Národní den
- Japonsko: Omisoka Day
- Libanon: Den evakuace
- Benin: Feed Yourself Day

## Pranostiky

### Česko
- O Silvestru papeži snížek si již poleží.
- Jak byl celý rok samá voda a blato
na Silvestra nenapadne zlato.
- Je-li o Silvestru v noci vítr a ráno jasno, bude dobrého vína pořídku.
- Na Silvestra větry a ráno slunce svítí,
nelze nám dobrého vína se nadíti.
- Když na Silvestra ráno sluní, v noci prudký vítr zavěje,
není na vína hrubé naděje.

| 31. prosinec v pražském KlementinuÚdaje jsou platné k 8. 7. 2025. | 31. prosinec v pražském KlementinuÚdaje jsou platné k 8. 7. 2025. | 31. prosinec v pražském KlementinuÚdaje jsou platné k 8. 7. 2025. |
| minimum                                                           | denní průměr                                                      | maximum                                                           |
| ----------------------------------------------------------------- | ----------------------------------------------------------------- | ----------------------------------------------------------------- |
| −21,5 °C (1783)                                                   | 0,9 °C (od 1961)                                                  | 17,7 °C (2022)                                                    |